# Admiral Spaun
SMS Admiral Spaun war ein Rapidkreuzer der Österreich-Ungarischen Marine (k. u. k. Kriegsmarine), der im Ersten Weltkrieg zum Einsatz kam.

## Geschichte

### Baugeschichte
Als man auch in der österreichisch-ungarischen Kriegsmarine erkannt hatte, dass es die neue Art der Kriegsführung unabdinglich machte, schnelle Turbinenkreuzer im Verband mit Zerstörern Aufklärung vor der Schlachtflotte fahren zu lassen, begann man Mitte 1906 mit den Planungen für den Bau eines ersten Turbinenkreuzers, der international auch als Flottenkreuzer bezeichnet wurde. Den Entwurf fertigte der Generalschiffbau-Ingenieur Siegfried Popper, der sich wiederum an ausländischen Vorbildern orientierte.
Den Bauauftrag erhielt das Seearsenal in Pola, in dem der Kiel am 30. Mai 1908 gestreckt wurde. Am 30. Oktober 1909 erfolgte der Stapellauf und am 15. November 1910 die Indienststellung.
Als Antrieb waren jeweils zwei Hochdruck-, Niederdruck- und Marschturbinen (auf den inneren Wellen) vorgesehen. Das Schiff war mit einem leichten Gürtelpanzer versehen. Die nur aus 10-cm-Geschützen bestehende Hauptbewaffnung stellte sich als schweres Manko heraus, das trotz aller Umbaupläne nicht abgestellt wurde. Die vier Schiffe der Admiral-Spaun-Klasse, und der verstärkten Admiral Spaun oder Helgoland-Klasse waren bei Kriegsausbruch die modernsten Kreuzer der k.u.k. Kriegsmarine. In dem engen Gebiet der Adria waren sie prädestiniert für die Taktik des Zuschlagens und Verschwindens, weswegen sie bei dieser Art der Seekriegführung die Hauptlast der Angriffe trugen. Bei Seegefechten mit den mit 15-cm-Geschützen ausgerüsteten Gegnern war man allerdings artilleristisch deutlich unterlegen, weswegen 1917 Überlegungen angestellt wurden, die Hauptartillerie auf 2 × 15 cm L/50 und 4 × 10 cm L/40 oder 6 × 12 cm L/45 aufzurüsten. Diese Überlegungen realisierte man jedoch nicht; lediglich Flak und Vernebelungsanlagen wurden installiert.

### Einsätze
- 1911: Flottendemonstration in der Levante
- 1912: Flottendemonstration in der Levante
- 30. Juni 1914: Begleitung der Viribus Unitis bei der Überführung der Leichname des österreichischen Thronfolgers Franz Ferdinand von Österreich-Este und seiner Frau der Herzogin Sophie von Hohenberg-Chotek von der Mündung der Neretva bei Metković nach Triest.[1]
- 7. August 1914: Lief mit der gesamten Flotte aus, um die deutschen Kriegsschiffe Goeben und Breslau nach Pola zu geleiten. Abbruch der Mission, die k.u.k. Eskadre kehrte in Höhe von Kap Blanca um.
- 23. Mai 1915: Im Verband Vorstoß vor die italienische Ostküste. Beschießung von Termoli und Campomarino
- 17. Juni 1915: Mit Novara und Sicherungsfahrzeugen Beschießung von Landzielen an der Tagliamentomündung
- 27. Juni 1915: Mit der Novara Beschießung der Eisenbahnstrecke Ancona – Pesaro
- 19. Dezember 1917: Mit Schlachtschiffverband Beschießung von Cortellazzo
- 9. Juni 1918: In der Bucht von Cattaro in Bereitschaft. Geplanter Angriff mit Saida und drei Torpedobooten auf die Otranto-Sperre wurde wegen des Untergangs des Schlachtschiffes Szent István abgebrochen.
- November 1918 in Pola, dort von Italien übernommen.

### Verbleib
Die Admiral Spaun wurde am 25. März 1919 nach Venedig überführt. Dort lag sie bis Ende Januar 1920, als sie durch eine alliierte Marinedelegation Großbritannien zugesprochen wurde. Von den Briten wurde das Schiff anschließend nach Italien verkauft und dort abgewrackt.

## Namensgebung
Das Schiff war benannt nach dem Admiral Hermann Freiherr von Spaun, der von Dezember 1897 bis Mai 1904 als Kommandant der k.u.k. Kriegsmarine fungierte. Diese Namensgebung war ungewöhnlich, weil Schiffsnamen noch lebender Personen Angehörigen des Kaiserhauses vorbehalten war.

## Technische Beschreibung

### Rumpf
Der Rumpf der Admiral Spaun war über alles 130,64 Meter lang, 12,79 Meter breit und hatte bei einer Maximalverdrängung von 4.007 Tonnen einen Tiefgang von 5,00 Metern.

### Antrieb
Der Antrieb erfolgte durch sechzehn kohlebefeuerte Dampferzeuger des Yarrow-Typs und sechs Parson-Turbinen mit denen eine Gesamtleistung von maximal. 25.130 PS (18.483 kW) erreicht wurde. Diese gaben ihre Leistung an vier Wellen mit je einer 2,1 Meter durchmessenden Schraube ab. Die Höchstgeschwindigkeit betrug 27,07 Knoten (50 km/h). Es konnten 786 Tonnen Steinkohle oder 648 Tonnen Briketts gebunkert werden.

### Bewaffnung

#### Artillerie
Die Artilleriebewaffnung bestand aus sieben 10-cm-Seezielgeschützen mit Kaliberlänge 50 von Škoda. Dieses mit dem Schiff eingeführte Geschütz hatte eine Feuerrate von 8 bis 10 Schuss je Minute. Es konnte eine 13,75 Kilogramm schwere Granate bis zu 11 Kilometer weit schießen und war in sieben 7,24 Tonnen schweren, mit 40 mm starken Schutzschilden versehenen Mittelpivotlafetten untergebracht. Diese Lafetten hatten einen Höhenrichtbereich von −4° bis +18°.

#### Torpedos
Die Torpedobewaffnung bestand bei Indienststellung aus zwei einzelnen Torpedorohren im Kaliber 45 cm, welche beiderseits des achteren Schornstein aufgestellt waren. Ab 1915 wurden diese durch vier Zweifachtorpedorohrsätze im 53,3 cm ersetzt. Diese waren auf der alten Position und beiderseits des dritten Schornstein aufgestellt.

#### Minenlegeausrüstung
Zum Minenlegen war eine Minenlegeschiene auf dem Achterdeck vorhanden, mit einer Transportkapazität von 60 Seeminen.

## Besatzung
Die Besatzung der Admiral Spaun hatte eine Stärke von 327 Offizieren, Unteroffizieren und Mannschaften.

## Anmerkung
Der Authentizität wegen werden die Ortsnamen in der Schreibweise der k.u.k. Kriegsmarine aufgeführt. Die Verlinkungen verweisen auf die heutigen Gegebenheiten.